# Campionatul Mondial de Handbal Feminin din 2017 - Barajele de calificare
Calificările europene pentru Campionatul Mondial de Handbal Feminin din 2017, care se va desfășura în Germania, au avut loc în două tururi. Germania, gazda din 2017, precum și deținătoarea titlului din 2015, Norvegia, s-au calificat automat la campionatul mondial. În primul tur de calificare, 15 echipe care nu au participat la Campionatul European de Handbal Feminin din 2016 au fost distribuite în patru grupe. Echipele clasate pe primele două locuri în grupele 1-3 și câștigătoarea grupei a 4-a, împreună cu cele 14 echipe care au participat la campionatul european, au jucat meciuri de baraj pentru a decide restul de nouă echipe care să se califice la campionatul mondial.

## Faza 1 de calificare
Tragerea la sorți s-a desfășurat pe 24 iunie 2016, la sediul EHF din Viena, în Austria.

### Distribuția
Distribuția echipelor a fost anunțată pe 24 iunie 2016. Echipele clasate pe primele două locuri în grupele 1-3 și câștigătoarea grupei a 4-a au avansat în faza barajelor de calificare la Campionatul Mondial.
| Urna 1                                                    | Urna a 2-a                                                   | Urna a 3-a                                |
| --------------------------------------------------------- | ------------------------------------------------------------ | ----------------------------------------- |
| Austria · Belarus · Islanda · Slovacia · Turcia · Ucraina | Italia · Lituania · Macedonia de Nord · Portugalia · Elveția | Insulele Feroe · Grecia · Israel · Kosovo |

În urma tragerii la sorți au rezultat următoarele grupe:
| Grupa 1                                | Grupa a 2-a                         | Grupa a 3-a                                            | Grupa a 4-a                  |
| -------------------------------------- | ----------------------------------- | ------------------------------------------------------ | ---------------------------- |
| Ucraina · Slovacia · Lituania · Grecia | Belarus · Turcia · Elveția · Kosovo | Austria · Islanda · Macedonia de Nord · Insulele Feroe | Italia · Portugalia · Israel |

### Grupa 1
| Echipa           | M | V | E | Î | GM | GP | G   | Pct |
| ---------------- | - | - | - | - | -- | -- | --- | --- |
| Ucraina          | 3 | 3 | 0 | 0 | 79 | 50 | +29 | 6   |
| Slovacia (Gazdă) | 3 | 2 | 0 | 1 | 74 | 61 | +13 | 4   |
| Lituania         | 3 | 1 | 0 | 2 | 63 | 83 | −20 | 2   |
| Grecia           | 3 | 0 | 0 | 3 | 63 | 85 | −22 | 0   |

| 25 noiembrie 2016 17:45 | Ucraina   | 21 – 20 | Slovacia     | Mestská športová hala, Šaľa Asistență: 2.000 Arbitri: Pech, Vagvölgyi |
| 25 noiembrie 2016 17:45 | Snopova 6 | (9–13)  | Jakubisová 7 | Mestská športová hala, Šaľa Asistență: 2.000 Arbitri: Pech, Vagvölgyi |
| 25 noiembrie 2016 17:45 | 3×        | Cronica | 3×           | Mestská športová hala, Šaľa Asistență: 2.000 Arbitri: Pech, Vagvölgyi |

| 25 noiembrie 2016 19:45 | Lituania       | 31 – 25 | Grecia      | Mestská športová hala, Šaľa Asistență: 1.000 Arbitri: Praštalo, Todorović |
| 25 noiembrie 2016 19:45 | Šatkauskaitė 9 | (18–13) | Vafeiadou 9 | Mestská športová hala, Šaľa Asistență: 1.000 Arbitri: Praštalo, Todorović |
| 25 noiembrie 2016 19:45 | 3×             | Cronica | 4× 2×       | Mestská športová hala, Šaľa Asistență: 1.000 Arbitri: Praštalo, Todorović |

| 26 noiembrie 2016 17:45 | Slovacia        | 27 – 24 | Grecia     | Mestská športová hala, Šaľa Asistență: 2.000 Arbitri: Pech, Vagvölgyi |
| 26 noiembrie 2016 17:45 | Rechtorisová 11 | (13–10) | Tsakalou 7 | Mestská športová hala, Šaľa Asistență: 2.000 Arbitri: Pech, Vagvölgyi |
| 26 noiembrie 2016 17:45 | 4× 3×           | Cronica | 7× 3× 1×   | Mestská športová hala, Šaľa Asistență: 2.000 Arbitri: Pech, Vagvölgyi |

| 26 noiembrie 2016 19:45 | Ucraina | 31 – 16 | Lituania       | Mestská športová hala, Šaľa Asistență: 500 Arbitri: Praštalo, Todorović |
| 26 noiembrie 2016 19:45 | Redka 6 | (16–6)  | Šatkauskaitė 8 | Mestská športová hala, Šaľa Asistență: 500 Arbitri: Praštalo, Todorović |
| 26 noiembrie 2016 19:45 | 5× 2×   | Cronica | 4× 3×          | Mestská športová hala, Šaľa Asistență: 500 Arbitri: Praštalo, Todorović |

| 27 noiembrie 2016 17:45 | Slovacia   | 27 – 16 | Lituania       | Mestská športová hala, Šaľa Asistență: 2.000 Arbitri: Praštalo, Todorović |
| 27 noiembrie 2016 17:45 | Holešová 8 | (13–9)  | Šatkauskaitė 6 | Mestská športová hala, Šaľa Asistență: 2.000 Arbitri: Praštalo, Todorović |
| 27 noiembrie 2016 17:45 | 2× 1×      | Cronica | 4× 2×          | Mestská športová hala, Šaľa Asistență: 2.000 Arbitri: Praštalo, Todorović |

| 27 noiembrie 2016 19:45 | Grecia       | 14 – 27 | Ucraina      | Mestská športová hala, Šaľa Asistență: 500 Arbitri: Pech, Vagvölgyi |
| 27 noiembrie 2016 19:45 | Tsaousidou 3 | (7–14)  | Borșcenko 11 | Mestská športová hala, Šaľa Asistență: 500 Arbitri: Pech, Vagvölgyi |
| 27 noiembrie 2016 19:45 | 1× 3×        | Cronica | 3×           | Mestská športová hala, Šaľa Asistență: 500 Arbitri: Pech, Vagvölgyi |

### Grupa a 2-a
| Echipa          | M | V | E | Î | GM  | GP  | G   | Pct |
| --------------- | - | - | - | - | --- | --- | --- | --- |
| Belarus (Gazdă) | 3 | 3 | 0 | 0 | 103 | 63  | +40 | 6   |
| Turcia          | 3 | 2 | 0 | 1 | 88  | 78  | +10 | 4   |
| Elveția         | 3 | 1 | 0 | 2 | 87  | 85  | +2  | 2   |
| Kosovo          | 3 | 0 | 0 | 3 | 51  | 103 | −52 | 0   |

| 2 decembrie 2016 17:00 | Belarus                  | 37 – 23 | Turcia | Palatul Sporturilor, Minsk Asistență: 1.850 Arbitri: Năstase, Stancu |
| 2 decembrie 2016 17:00 | Vasileuskaia, Iejikova 5 | (17–10) | Özel 5 | Palatul Sporturilor, Minsk Asistență: 1.850 Arbitri: Năstase, Stancu |
| 2 decembrie 2016 17:00 | 3×                       | Cronica | 3× 2×  | Palatul Sporturilor, Minsk Asistență: 1.850 Arbitri: Năstase, Stancu |

| 2 decembrie 2016 19:00 | Elveția   | 36 – 21 | Kosovo     | Palatul Sporturilor, Minsk Asistență: 318 Arbitri: Rakitina, Tkaciuk |
| 2 decembrie 2016 19:00 | Scherer 8 | (16–10) | Kelmendi 7 | Palatul Sporturilor, Minsk Asistență: 318 Arbitri: Rakitina, Tkaciuk |
| 2 decembrie 2016 19:00 | 5× 2× 1×  | Cronica | 6× 2× 1×   | Palatul Sporturilor, Minsk Asistență: 318 Arbitri: Rakitina, Tkaciuk |

| 3 decembrie 2016 13:00 | Turcia          | 36 – 17 | Kosovo           | Palatul Sporturilor, Minsk Asistență: 205 Arbitri: Rakitina, Tkaciuk |
| 3 decembrie 2016 13:00 | Akcanca, Özel 5 | (15–10) | Kelmendi, Rama 7 | Palatul Sporturilor, Minsk Asistență: 205 Arbitri: Rakitina, Tkaciuk |
| 3 decembrie 2016 13:00 | 1×              | Cronica | 7× 2×            | Palatul Sporturilor, Minsk Asistență: 205 Arbitri: Rakitina, Tkaciuk |

| 3 decembrie 2016 15:00 | Belarus    | 35 – 27 | Elveția   | Palatul Sporturilor, Minsk Asistență: 1.820 Arbitri: Năstase, Stancu |
| 3 decembrie 2016 15:00 | Nesteruk 8 | (17–15) | Scherer 7 | Palatul Sporturilor, Minsk Asistență: 1.820 Arbitri: Năstase, Stancu |
| 3 decembrie 2016 15:00 | 4× 2×      | Cronica | 4× 3×     | Palatul Sporturilor, Minsk Asistență: 1.820 Arbitri: Năstase, Stancu |

| 4 decembrie 2016 12:00 | Turcia   | 29 – 24 | Elveția   | Palatul Sporturilor, Minsk Asistență: 425 Arbitri: Năstase, Stancu |
| 4 decembrie 2016 12:00 | İskit 11 | (15–13) | Scherer 7 | Palatul Sporturilor, Minsk Asistență: 425 Arbitri: Năstase, Stancu |
| 4 decembrie 2016 12:00 | 1× 2×    | Cronica | 3×        | Palatul Sporturilor, Minsk Asistență: 425 Arbitri: Năstase, Stancu |

| 4 decembrie 2016 14:00 | Kosovo    | 13 – 31 | Belarus | Palatul Sporturilor, Minsk Asistență: 1.510 Arbitri: Rakitina, Tkaciuk |
| 4 decembrie 2016 14:00 | Gjikoka 6 | (6–16)  | Mazgo 9 | Palatul Sporturilor, Minsk Asistență: 1.510 Arbitri: Rakitina, Tkaciuk |
| 4 decembrie 2016 14:00 | 3× 1×     | Cronica | 2×      | Palatul Sporturilor, Minsk Asistență: 1.510 Arbitri: Rakitina, Tkaciuk |

### Grupa a 3-a
| Echipa                 | M | V | E | Î | GM | GP | G   | Pct |
| ---------------------- | - | - | - | - | -- | -- | --- | --- |
| Austriaa)              | 3 | 2 | 0 | 1 | 81 | 67 | +14 | 4   |
| Islandaa)              | 3 | 2 | 0 | 1 | 67 | 67 | 0   | 4   |
| Macedonia de Norda)    | 3 | 2 | 0 | 1 | 72 | 67 | +5  | 4   |
| Insulele Feroe (Gazdă) | 3 | 0 | 0 | 3 | 55 | 74 | −19 | 0   |

a) Austria, Islanda și Macedonia au terminat turneul cu câte patru puncte fiecare. Pentru departajare, au fost luate în calcul punctele și golaverajul total obținut de cele trei echipe în meciurile directe dintre ele: Austria 2 puncte, golaveraj +5; Macedonia 2 puncte, golaveraj −2; Islanda 2 puncte, golaveraj −3.
| 2 decembrie 2016 18:00 | Austria     | 24 – 28 | Islanda                      | Hollin a Halsi, Tórshavn Asistență: 50 Arbitri: Chrzan, Janas |
| 2 decembrie 2016 18:00 | Goričanec 8 | (12–12) | Haraldsdóttir, Knútsdóttir 5 | Hollin a Halsi, Tórshavn Asistență: 50 Arbitri: Chrzan, Janas |
| 2 decembrie 2016 18:00 | 2×          | Cronica | 3× 2×                        | Hollin a Halsi, Tórshavn Asistență: 50 Arbitri: Chrzan, Janas |

| 2 decembrie 2016 20:00 | Macedonia de Nord | 21 – 19 | Insulele Feroe | Hollin a Halsi, Tórshavn Asistență: 200 Arbitri: Mandák, Rudinský |
| 2 decembrie 2016 20:00 | Ristovska 6       | (8–8)   | Brimnes 6      | Hollin a Halsi, Tórshavn Asistență: 200 Arbitri: Mandák, Rudinský |
| 2 decembrie 2016 20:00 | 3× 2×             | Cronica | 3× 2×          | Hollin a Halsi, Tórshavn Asistență: 200 Arbitri: Mandák, Rudinský |

| 3 decembrie 2016 15:00 | Austria | 28 – 19 | Macedonia de Nord | Hollin a Halsi, Tórshavn Asistență: 50 Arbitri: Chrzan, Janas |
| 3 decembrie 2016 15:00 | Frey 8  | (14–10) | Ristovska 8       | Hollin a Halsi, Tórshavn Asistență: 50 Arbitri: Chrzan, Janas |
| 3 decembrie 2016 15:00 | 6× 2×   | Cronica | 5× 3×             | Hollin a Halsi, Tórshavn Asistență: 50 Arbitri: Chrzan, Janas |

| 3 decembrie 2016 17:00 | Islanda         | 24 – 16 | Insulele Feroe | Hollin a Halsi, Tórshavn Asistență: 150 Arbitri: Mandák, Rudinský |
| 3 decembrie 2016 17:00 | Stefánsdóttir 7 | (9–5)   | Henneberg 7    | Hollin a Halsi, Tórshavn Asistență: 150 Arbitri: Mandák, Rudinský |
| 3 decembrie 2016 17:00 | 5× 3×           | Cronica | 4× 2×          | Hollin a Halsi, Tórshavn Asistență: 150 Arbitri: Mandák, Rudinský |

| 4 decembrie 2016 16:00 | Islanda                      | 20 – 27 | Macedonia de Nord | Hollin a Halsi, Tórshavn Asistență: 60 Arbitri: Mandák, Rudinský |
| 4 decembrie 2016 16:00 | Knútsdóttir, Stefánsdóttir 5 | (11–15) | Ristovska 10      | Hollin a Halsi, Tórshavn Asistență: 60 Arbitri: Mandák, Rudinský |
| 4 decembrie 2016 16:00 | 3×                           | Cronica | 3×                | Hollin a Halsi, Tórshavn Asistență: 60 Arbitri: Mandák, Rudinský |

| 4 decembrie 2016 18:00 | Insulele Feroe | 20 – 29 | Austria     | Hollin a Halsi, Tórshavn Asistență: 180 Arbitri: Chrzan, Janas |
| 4 decembrie 2016 18:00 | Henneberg 6    | (10–18) | Goričanec 5 | Hollin a Halsi, Tórshavn Asistență: 180 Arbitri: Chrzan, Janas |
| 4 decembrie 2016 18:00 | 3×             | Cronica | 4× 2×       | Hollin a Halsi, Tórshavn Asistență: 180 Arbitri: Chrzan, Janas |

### Grupa a 4-a
| Echipa         | M | V | E | Î | GM | GP | G   | Pct |
| -------------- | - | - | - | - | -- | -- | --- | --- |
| Italia (Gazdă) | 2 | 1 | 1 | 0 | 51 | 46 | +5  | 3   |
| Portugalia     | 2 | 1 | 0 | 1 | 55 | 43 | +12 | 2   |
| Israel         | 2 | 0 | 1 | 1 | 44 | 61 | −17 | 1   |

| 25 noiembrie 2016 18:00 | Israel  | 26 – 26 | Italia     | Palasport Concetto Lo Bello, Siracuza Asistență: 500 Arbitri: Vujačić, Kažanegra |
| 25 noiembrie 2016 18:00 | Conen 7 | (12–12) | Gheorghe 8 | Palasport Concetto Lo Bello, Siracuza Asistență: 500 Arbitri: Vujačić, Kažanegra |
| 25 noiembrie 2016 18:00 | 4× 3×   | Cronica | 3×         | Palasport Concetto Lo Bello, Siracuza Asistență: 500 Arbitri: Vujačić, Kažanegra |

| 26 noiembrie 2016 20:00 | Portugalia | 35 – 18 | Israel   | Palasport Concetto Lo Bello, Siracuza Asistență: 200 Arbitri: Vujačić, Kažanegra |
| 26 noiembrie 2016 20:00 | Soares 5   | (19–10) | Vakrat 7 | Palasport Concetto Lo Bello, Siracuza Asistență: 200 Arbitri: Vujačić, Kažanegra |
| 26 noiembrie 2016 20:00 | 1× 3×      | Cronica | 3× 2×    | Palasport Concetto Lo Bello, Siracuza Asistență: 200 Arbitri: Vujačić, Kažanegra |

| 27 noiembrie 2016 16:30 | Italia          | 25 – 20 | Portugalia | Palasport Concetto Lo Bello, Siracuza Asistență: 1.000 Arbitri: Vujačić, Kažanegra |
| 27 noiembrie 2016 16:30 | Niederwieser 10 | (12–12) | Soares 6   | Palasport Concetto Lo Bello, Siracuza Asistență: 1.000 Arbitri: Vujačić, Kažanegra |
| 27 noiembrie 2016 16:30 | 2× 3×           | Cronica | 4× 3×      | Palasport Concetto Lo Bello, Siracuza Asistență: 1.000 Arbitri: Vujačić, Kažanegra |

## Faza a 2-a de calificare
Tragerea la sorți a avut loc pe 17 decembrie 2016, la Göteborg. Echipele au jucat o partidă pe teren propriu și una în deplasare fiecare pentru a determina formațiile care se vor califica la turneul final.

### Distribuția în urnele valorice
| Urna valorică 1 (primele 9 echipe clasate la CE 2016)                                | Urna valorică 2 (ultimele 2 echipe clasate la CE 2016 + echipele din prima fază de calificare)   |
| ------------------------------------------------------------------------------------ | ------------------------------------------------------------------------------------------------ |
| Cehia · Ungaria · Muntenegru · România · Rusia · Serbia · Slovenia · Spania · Suedia | Austria · Belarus · Croația · Italia · Macedonia de Nord · Polonia · Slovacia · Turcia · Ucraina |

### Program
| Echipa 1          | Scor gen. | Echipa 2 | Tur     | Retur   |
| ----------------- | --------- | -------- | ------- | ------- |
| Muntenegru        | 56 – 51   | Belarus  | 33 – 26 | 23 – 25 |
| Italia            | 39 – 67   | Serbia   | 23 – 33 | 16 – 34 |
| Rusia             | 63 – 48   | Polonia  | 31 – 20 | 32 – 28 |
| Ungaria           | 52 – 43   | Slovacia | 28 – 19 | 24 – 24 |
| România           | 67 – 53   | Austria  | 34 – 29 | 33 – 24 |
| Ucraina           | 44 – 46   | Spania   | 24 – 24 | 20 – 22 |
| Croația           | 51 – 55   | Slovenia | 23 – 28 | 28 – 27 |
| Cehia             | 60 – 48   | Turcia   | 29 – 25 | 31 – 23 |
| Macedonia de Nord | 47 – 77   | Suedia   | 20 – 31 | 27 – 46 |

### Meciuri
| 9 iunie 2017 19:00 | Muntenegru        | 33 - 26 | Belarus | Sportska dvorana Topolica, Bar Asistență: 2.000 Arbitri: Duță, Florescu |
| 9 iunie 2017 19:00 | Jauković, Ujkić 9 | (12-15) | Mazgo 5 | Sportska dvorana Topolica, Bar Asistență: 2.000 Arbitri: Duță, Florescu |
| 9 iunie 2017 19:00 | 2× 3×             | Cronica | 3×      | Sportska dvorana Topolica, Bar Asistență: 2.000 Arbitri: Duță, Florescu |

| 15 iunie 2017 18:00 | Belarus                  | 25 - 23 | Muntenegru                    | Palatul Sporturilor, Minsk Asistență: 1.800 Arbitri: Jurinović, Mrvica |
| 15 iunie 2017 18:00 | Vasilevskaia, Iojikova 4 | (11-10) | Jauković, Mehmedović, Ujkić 5 | Palatul Sporturilor, Minsk Asistență: 1.800 Arbitri: Jurinović, Mrvica |
| 15 iunie 2017 18:00 | 3×                       | Cronica | 4× 3×                         | Palatul Sporturilor, Minsk Asistență: 1.800 Arbitri: Jurinović, Mrvica |

| 10 iunie 2017 16:30 | Italia               | 23 - 33 | Serbia               | Kioene Arena, Padova Asistență: 3.200 Arbitri: Aliev, Aghakișiev |
| 10 iunie 2017 16:30 | Del Balzo, Rotondo 7 | (11-16) | Nikolić, Pop-Lazić 5 | Kioene Arena, Padova Asistență: 3.200 Arbitri: Aliev, Aghakișiev |
| 10 iunie 2017 16:30 | 3×                   | Cronica | 4× 3×                | Kioene Arena, Padova Asistență: 3.200 Arbitri: Aliev, Aghakișiev |

| 14 iunie 2017 18:00 | Serbia        | 34 - 16 | Italia    | Centrul sportiv Čair, Niš Asistență: 2.000 Arbitri: Panayides, Andreou |
| 14 iunie 2017 18:00 | Stoiljković 5 | (14-4)  | Rotondo 6 | Centrul sportiv Čair, Niš Asistență: 2.000 Arbitri: Panayides, Andreou |
| 14 iunie 2017 18:00 | 2× 3×         | Cronica | 3×        | Centrul sportiv Čair, Niš Asistență: 2.000 Arbitri: Panayides, Andreou |

| 9 iunie 2017 19:00 | Rusia      | 31 - 20 | Polonia  | Complexul sportiv „Zvezdnîi”, Astrahan Asistență: 6.000 Arbitri: Herczeg, Südi |
| 9 iunie 2017 19:00 | Samohina 9 | (15-14) | Achruk 5 | Complexul sportiv „Zvezdnîi”, Astrahan Asistență: 6.000 Arbitri: Herczeg, Südi |
| 9 iunie 2017 19:00 | 3×         | Cronica | 4× 3×    | Complexul sportiv „Zvezdnîi”, Astrahan Asistență: 6.000 Arbitri: Herczeg, Südi |

| 15 iunie 2017 18:30 | Polonia  | 28 - 32 | Rusia           | Hala Widowiskowo Sportowa w Koszalinie, Koszalin Asistență: 2.900 Arbitri: Marić, Mašić |
| 15 iunie 2017 18:30 | Achruk 7 | (14-15) | Samohina, Sen 5 | Hala Widowiskowo Sportowa w Koszalinie, Koszalin Asistență: 2.900 Arbitri: Marić, Mašić |
| 15 iunie 2017 18:30 | 2×       | Cronica | 5× 3×           | Hala Widowiskowo Sportowa w Koszalinie, Koszalin Asistență: 2.900 Arbitri: Marić, Mašić |

| 10 iunie 2017 17:00 | Ungaria   | 28 - 19 | Slovacia   | Debreceni Főnix Csarnok, Debrecen Asistență: 3.822 Arbitri: Pavićević, Ražnatović |
| 10 iunie 2017 17:00 | Görbicz 9 | (14-8)  | Školková 6 | Debreceni Főnix Csarnok, Debrecen Asistență: 3.822 Arbitri: Pavićević, Ražnatović |
| 10 iunie 2017 17:00 | 3× 2×     | Cronica | 8× 2×      | Debreceni Főnix Csarnok, Debrecen Asistență: 3.822 Arbitri: Pavićević, Ražnatović |

| 14 iunie 2017 18:00 | Slovacia   | 24 - 24 | Ungaria   | Zimný štadión Ondreja Nepelu, Bratislava Asistență: 8.000 Arbitri: Pandžić, Šatordžija |
| 14 iunie 2017 18:00 | Školková 6 | (10-11) | Görbicz 8 | Zimný štadión Ondreja Nepelu, Bratislava Asistență: 8.000 Arbitri: Pandžić, Šatordžija |
| 14 iunie 2017 18:00 | 5× 3× 1×   | Cronica | 5× 3×     | Zimný štadión Ondreja Nepelu, Bratislava Asistență: 8.000 Arbitri: Pandžić, Šatordžija |

| 9 iunie 2017 20:00 | România                | 34 - 29 | Austria   | Arena Antonio Alexe, Oradea Asistență: 2.400 Arbitri: Sager, Styger |
| 9 iunie 2017 20:00 | Ardean-Elisei, Neagu 7 | (17-16) | Kovacs 10 | Arena Antonio Alexe, Oradea Asistență: 2.400 Arbitri: Sager, Styger |
| 9 iunie 2017 20:00 | 3×                     | Cronica | 4× 3×     | Arena Antonio Alexe, Oradea Asistență: 2.400 Arbitri: Sager, Styger |

| 13 iunie 2017 19:35 | Austria  | 24 - 33 | România | Sportzentrum Alte Au, Stockerau Asistență: 1.500 Arbitri: Rakîtina, Tkaciuk |
| 13 iunie 2017 19:35 | Kovacs 6 | (13-11) | Neagu 6 | Sportzentrum Alte Au, Stockerau Asistență: 1.500 Arbitri: Rakîtina, Tkaciuk |
| 13 iunie 2017 19:35 | 1× 3×    | Cronica | 4× 3×   | Sportzentrum Alte Au, Stockerau Asistență: 1.500 Arbitri: Rakîtina, Tkaciuk |

| 9 iunie 2017 19:00 | Ucraina     | 24 - 24 | Spania                             | Sala de sport a Universității Economice, Sumî Asistență: 1.500 Arbitri: Mertinian, Syrepisios |
| 9 iunie 2017 19:00 | Borșcenko 9 | (10-16) | Cabral Barbosa, Martín Berenguer 5 | Sala de sport a Universității Economice, Sumî Asistență: 1.500 Arbitri: Mertinian, Syrepisios |
| 9 iunie 2017 19:00 | 5× 3×       | Cronica | 4× 3×                              | Sala de sport a Universității Economice, Sumî Asistență: 1.500 Arbitri: Mertinian, Syrepisios |

| 14 iunie 2017 21:00 | Spania           | 22 - 20 | Ucraina     | Pabellón Fernando Argüelles, Antequera Asistență: 2.000 Arbitri: Harabagiu, Stănescu |
| 14 iunie 2017 21:00 | Cabral Barbosa 7 | (14-5)  | Borșcenko 6 | Pabellón Fernando Argüelles, Antequera Asistență: 2.000 Arbitri: Harabagiu, Stănescu |
| 14 iunie 2017 21:00 | 6× 2×            | Cronica | 4× 3×       | Pabellón Fernando Argüelles, Antequera Asistență: 2.000 Arbitri: Harabagiu, Stănescu |

| 10 iunie 2017 18:00 | Croația    | 23 - 28 | Slovenia        | Dvorana Gradski vrt, Osijek Asistență: 2.000 Arbitri: Alpaidze, Berezkina |
| 10 iunie 2017 18:00 | Plahinek 5 | (10-15) | Irman, Mavsar 6 | Dvorana Gradski vrt, Osijek Asistență: 2.000 Arbitri: Alpaidze, Berezkina |
| 10 iunie 2017 18:00 | 5× 2×      | Cronica | 7× 3×           | Dvorana Gradski vrt, Osijek Asistență: 2.000 Arbitri: Alpaidze, Berezkina |

| 15 iunie 2017 18:00 | Slovenia         | 27 - 28 | Croația          | Športna dvorana Golovec, Celje Asistență: 1.100 Arbitri: Horváth, Marton |
| 15 iunie 2017 18:00 | Mavsar, Stanko 7 | (12-16) | Kožnjak, Marić 6 | Športna dvorana Golovec, Celje Asistență: 1.100 Arbitri: Horváth, Marton |
| 15 iunie 2017 18:00 | 4× 2× 1×         | Cronica | 3×               | Športna dvorana Golovec, Celje Asistență: 1.100 Arbitri: Horváth, Marton |

| 10 iunie 2017 18:30 | Cehia      | 29 - 25 | Turcia        | Sportovní hala Most, Most Asistență: 600 Arbitri: Antić, Jakovljević |
| 10 iunie 2017 18:30 | Hrbková 11 | (15-15) | İskit, Özel 6 | Sportovní hala Most, Most Asistență: 600 Arbitri: Antić, Jakovljević |
| 10 iunie 2017 18:30 | 1× 3×      | Cronica | 3× 2×         | Sportovní hala Most, Most Asistență: 600 Arbitri: Antić, Jakovljević |

| 15 iunie 2017 19:00 | Turcia   | 23 - 31 | Cehia           | THF Spor Salonu, Ankara Asistență: 800 Arbitri: Barysas, Petrušis |
| 15 iunie 2017 19:00 | Yılmaz 6 | (15-14) | Hrbková, Malá 8 | THF Spor Salonu, Ankara Asistență: 800 Arbitri: Barysas, Petrušis |
| 15 iunie 2017 19:00 | 2× 3×    | Cronica | 2×              | THF Spor Salonu, Ankara Asistență: 800 Arbitri: Barysas, Petrušis |

| 10 iunie 2017 20:30 | Macedonia de Nord | 20 - 31 | Suedia            | SRC Kale, Skopje Asistență: 1.700 Arbitri: Vranes, Wenninger |
| 10 iunie 2017 20:30 | Gjeorgjievska 7   | (9-12)  | patru jucătoare 4 | SRC Kale, Skopje Asistență: 1.700 Arbitri: Vranes, Wenninger |
| 10 iunie 2017 20:30 | 4× 3×             | Cronica | 2×                | SRC Kale, Skopje Asistență: 1.700 Arbitri: Vranes, Wenninger |

| 13 iunie 2017 19:15 | Suedia | 46 - 27 | Macedonia de Nord       | Ystad Arena, Ystad Asistență: 2.164 Arbitri: Bounouara, Sami |
| 13 iunie 2017 19:15 | Sand 9 | (26-11) | Bajramoska, Ristovska 6 | Ystad Arena, Ystad Asistență: 2.164 Arbitri: Bounouara, Sami |
| 13 iunie 2017 19:15 | 4× 3×  | Cronica | 4× 3×                   | Ystad Arena, Ystad Asistență: 2.164 Arbitri: Bounouara, Sami |